# Philippe Ier de Bade
Philippe Ier est un prince de la maison de Bade né le 6 novembre 1479 et mort le 17 septembre 1533. Il est margrave de Bade à Sponheim de 1515 à sa mort.

## Biographie
Philippe est le cinquième fils du margrave Christophe Ier de Bade et de son épouse Ottilie de Katzenelnbogen. Son père souhaite faire de lui son héritier, mais il s'oppose à la résistance de ses autres fils Bernard III et Ernest et doit leur promettre une partie de son héritage. Le règne de Philippe est marqué par la guerre des Paysans allemands. À sa mort, il ne laisse qu'une fille, et ses deux frères se partagent son domaine de Sponheim.

## Mariage et descendants
Le 3 janvier 1503, Philippe épouse la princesse Élisabeth (1483-1522), fille de l'électeur palatin Philippe et de Marguerite de Bavière. Ils ont six enfants, dont cinq meurent en bas âge :
- Marie-Jacobée (25 juin 1507 – 16 novembre 1580), épouse en 1522 le duc Guillaume IV de Bavière ;
- Philippe (1508-1509) ;
- Philippe-Jacques (1511-1511) ;
- Marie-Ève (1513-1513) ;
- Jean-Adam (1516-1516) ;
- Max-Kaspar (1519-1519).